# Mymaridae
Mymaridae vormen een familie van insecten die behoren tot de orde van de vliesvleugeligen (Hymenoptera).

## Kenmerken
De insecten hebben een donkerbruin, zwart of geel lichaam met smalle, peddelvormige vleugels met lange franje aan de rand, maar zonder duidelijke adering. De lichaamslengte varieert van 0,2 tot 5 mm.

## Verspreiding
Deze familie komt wereldwijd voor als parasitoïde op insecten.

## Nuttigheid
Enkele soorten worden gekweekt en gebruikt voor de biologische bestrijding van schadelijke insecten. De eieren worden dan afgezet op schuimcicaden of andere insecten zoals schadelijke wantsen.

## Geslachten
- Acmopolynema Ogloblin, 1946 (57)
- Acmotemnus Noyes & Valentine, 1989 (1)
- Agalmopolynema Ogloblin, 1960 (21)
- Alaptus Westwood, 1839 (50)
- Alophomyia Ashmead, 1904 (1)
- Allanagrus Noyes & Valentine, 1989 (6)
- Allarescon Noyes & Valentine, 1989 (1)
- Anagroidea Girault, 1915 (5)
- Anagrus Haliday, 1833 (90)
- Anaphes Haliday, 1833 (218)
- Anneckia Subba Rao, 1970 (1)
- Apoxypteron Noyes & Valentine, 1989 (1)
- Arescon Walker, 1846 (21)
- Arzonella Pagliano & Scaramozzino, 1990 (1)
- Australomymar Girault, 1929 (4)
- Bakkendorfia Mathot, 1966 (1)
- Blatticidella Gahan & Fagan, 1923 (1)
- Boccacciomymar Triapitsyn & Berezovskiy, 2007 (10)
- Borneomymar Huber, 2002 (3)
- Boudiennyia Girault, 1937 (1)
- Bulolosa Boucek, 1990 (1)
- Caenomymar Yoshimoto, 1990 (1)
- Callodicopus Ogloblin, 1955 (5)
- Camptoptera Förster, 1856 (77)
- Camptopteroides Viggiani, 1974 (4)
- Caraphractus Walker, 1846 (1)
- Carpenteriana Yoshimoto, 1975 (1)
- Ceratanaphes Noyes & Valentine, 1989 (3)
- Cleruchoides Lin & Huber, 2007 (1)
- Cleruchus Enock, 1909 (26)
- Cnecomymar Ogloblin, 1963 (6)
- Conodipara Hedqvist, 1972 (1)
- Cremnomymar Ogloblin, 1952 (4)
- Cybomymar Noyes & Valentine, 1989 (1)
- Chrysoctonus Mathot, 1966 (1)
- Dicopomorpha Ogloblin, 1955 (9)
- Dicopus Enock, 1909 (11)
- Dorya Noyes & Valentine, 1989 (1)
- Entrichopteris Yoshimoto, 1990 (1)
- Eoanaphes Huber, 2011 (1)
- Eoeustochus Huber, 2011 (2)
- Eofoersteria Mathot, 1966 (3)
- Erdosiella Soyka, 1956 (4)
- Erythmelus Enock, 1909 (55)
- Eubroncus Yoshimoto, Kozlov & Trjapitzin, 1972 (3)
- Eustochomorpha Girault, 1915 (1)
- Eustochus Haliday, 1833 (9)
- Ganomymar De Santis, 1972 (1)
- Gonatocerus Nees, 1834 (281)
- Himopolynema Taguchi, 1977 (10)
- Ischiodasys Noyes & Valentine, 1989 (1)
- Kalopolynema Ogloblin, 1960 (4)
- Kikiki Huber & Beardsley, 2000 (1)
- Kompsomymar Lin & Huber, 2007 (1)
- Krokella Huber, 1993 (2)
- Leptoomus Gibson, 2008 (1)
- Litus Haliday, 1833 (15)
- Macalpinia Yoshimoto, 1975 (1)

- Macrocamptoptera Girault, 1910 (3)
- Microcaetiscus Ghesquière, 1946 (1)
- Mimalaptus Noyes & Valentine, 1989 (3)
- Minutoma Kaddumi, 2005 (1)
- Myanmymar Huber, 2011 (1)
- Mymar Curtis, 1829 (10)
- Mymarilla Westwood, 1879 (1)
- Myrmecomymar Yoshimoto, 1990 (1)
- Narayanella Subba Rao, 1976 (2)
- Neomymar Crawford, 1913 (9)
- Neostethynium Ogloblin, 1964 (1)
- Neserythmelus Noyes & Valentine, 1989 (1)
- Nesomymar Valentine, 1971 (1)
- Nesopatasson Valentine, 1971 (1)
- Nesopolynema Ogloblin, 1952 (1)
- Notomymar Doutt & Yoshimoto, 1970 (2)
- Omyomymar Schauff, 1983 (7)
- Oncomymar Ogloblin, 1957 (1)
- Ooctonus Haliday, 1833 (27)
- Palaeoneura Waterhouse, 1915 (49)
- Palaeopatasson Witsack, 1986 (1)
- Paracmotemnus Noyes & Valentine, 1989 (1)
- Paranaphoidea Girault, 1913 (12)
- Parapolynema Fidalgo, 1982 (2)
- Parastethynium Lin & Huber, 2007 (2)
- Platyfrons Yoshimoto, 1990 (1)
- Platypolynema Ogloblin, 1960 (1)
- Platystethynium Ogloblin, 1946 (2)
- Polynema Haliday, 1833 (225)
- Polynemoidea Girault, 1913 (3)
- Polynemula Ogloblin, 1967 (1)
- Prionaphes Hincks, 1961 (1)
- Proleptomastidea Trjapitzin, 2009 (1)
- Pseudanaphes Noyes & Valentine, 1989 (5)
- Pseudocleruchus Donev & Huber, 2002 (1)
- Pseudogrammina Ghesquière, 1946 (1)
- Ptilomymar Annecke & Doutt, 1961 (5)
- Richteria Girault, 1920 (3)
- Scleromymar Noyes & Valentine, 1989 (1)
- Scolopsopteron Ogloblin, 1952 (1)
- Schizophragma Ogloblin, 1949 (8)
- Steganogaster Noyes & Valentine, 1989 (1)
- Stenoteropsis Girault, 1915 (1)
- Stephanocampta Mathot, 1966 (2)
- Stephanodes Enock, 1909 (6)
- Stethynium Enock, 1909 (50)
- Tanyostethium Yoshimoto, 1990 (1)
- Tetrapolynema Ogloblin, 1946 (2)
- Tineobiopsis Gibson, 1995 (1)
- Triadomerus Yoshimoto, 1975 (1)
- Tyndaricopsis Gordh & Trjapitzin, 1981 (1)
- Xenopolynema Ogloblin, 1960 (1)
- Zelanaphes Noyes & Valentine, 1989 (1)